# Torpedowce typu Tb XXXIV
Torpedowce typu Tb XXXIV – austro-węgierskie torpedowce z końca XIX wieku. W latach 1889–1891 w niemieckiej stoczni Schichau w Elblągu oraz krajowej stoczni Marinearsenal w Poli zbudowano sześć okrętów tego typu. Trzy okręty po wycofaniu ze służby w marynarce zostały przekazane Armii, która używała ich jako tendry w czasie I wojny światowej.

## Projekt i budowa
Projekt torpedowców typu Tb XXXIV powstał w Niemczech, gdzie zbudowano prototypowy okręt SM Tb XXXIV; pozostałe pięć jednostek tego typu powstało w Marinearsenal w Poli. Okręty zostały zwodowane i ukończone w latach 1889–1891 .
| Okręt              | Stocznia      | Początek budowy | Wodowanie    | Wejście do służby |
| ------------------ | ------------- | --------------- | ------------ | ----------------- |
| Tb XXXIV (Tb 44)   | Schichau      | ?               | marzec 1889  | 1889              |
| Tb XXXV (Tb 45)    | Marinearsenal | 1890            | styczeń 1891 | 1891              |
| Tb XXXVI (Tb 46)   | Marinearsenal | ?               | styczeń 1891 | 1891              |
| Tb XXXVII (Tb 47)  | Marinearsenal | ?               | styczeń 1891 | 1891              |
| Tb XXXVIII (Tb 48) | Marinearsenal | ?               | styczeń 1891 | 1891              |
| Tb XXXIX (Tb 49)   | Marinearsenal | ?               | styczeń 1891 | 1891              |

## Dane taktyczno-techniczne
Okręty były niewielkimi torpedowcami o długości na wodnicy 36,9 metra, szerokości 4,8 metra i zanurzeniu 1,9 metra . Wyporność normalna wynosiła 64 tony . Okręty napędzane były przez maszynę parową o mocy 750 KM, do której parę dostarczał jeden kocioł lokomotywowy . Jednośrubowy układ napędowy pozwalał osiągnąć prędkość 20,3 węzła .
Okręty wyposażone były w dwie wyrzutnie torped kalibru 356 mm: stałą dziobową i obracalną rufową . Uzbrojenie artyleryjskie stanowiły dwa pojedyncze działka pokładowe kal. 37 mm SFK L/23 Hotchkiss .
Załoga pojedynczego okrętu składała się z 16 osób .

## Służba
W 1889 roku jako pierwszy został ukończony i wcielony do służby w Kaiserliche und Königliche Kriegsmarine SM Tb XXXIV, zaś pozostałe okręty włączono w skład floty w 1891 roku . W 1890 roku w marynarce austro-węgierskiej wprowadzono podział torpedowców na klasy, w wyniku którego typ Tb XXXIV został przyporządkowany do II klasy. W latach 1907–1908 ze wszystkich okrętów zdemontowano jedną wyrzutnię torpedową . W kwietniu 1910 roku na podstawie zarządzenia o normalizacji nazw dokonano zmiany oznaczeń jednostek odpowiednio na Tb 44-49 . Wszystkie okręty wycofano ze służby w marynarce w latach 1911-1914, po czym trzy przekazano Armii. Jednostki używane były podczas I wojny światowej jako tendry w Zatoce Kotorskiej.